# Yélimané (Kreis)

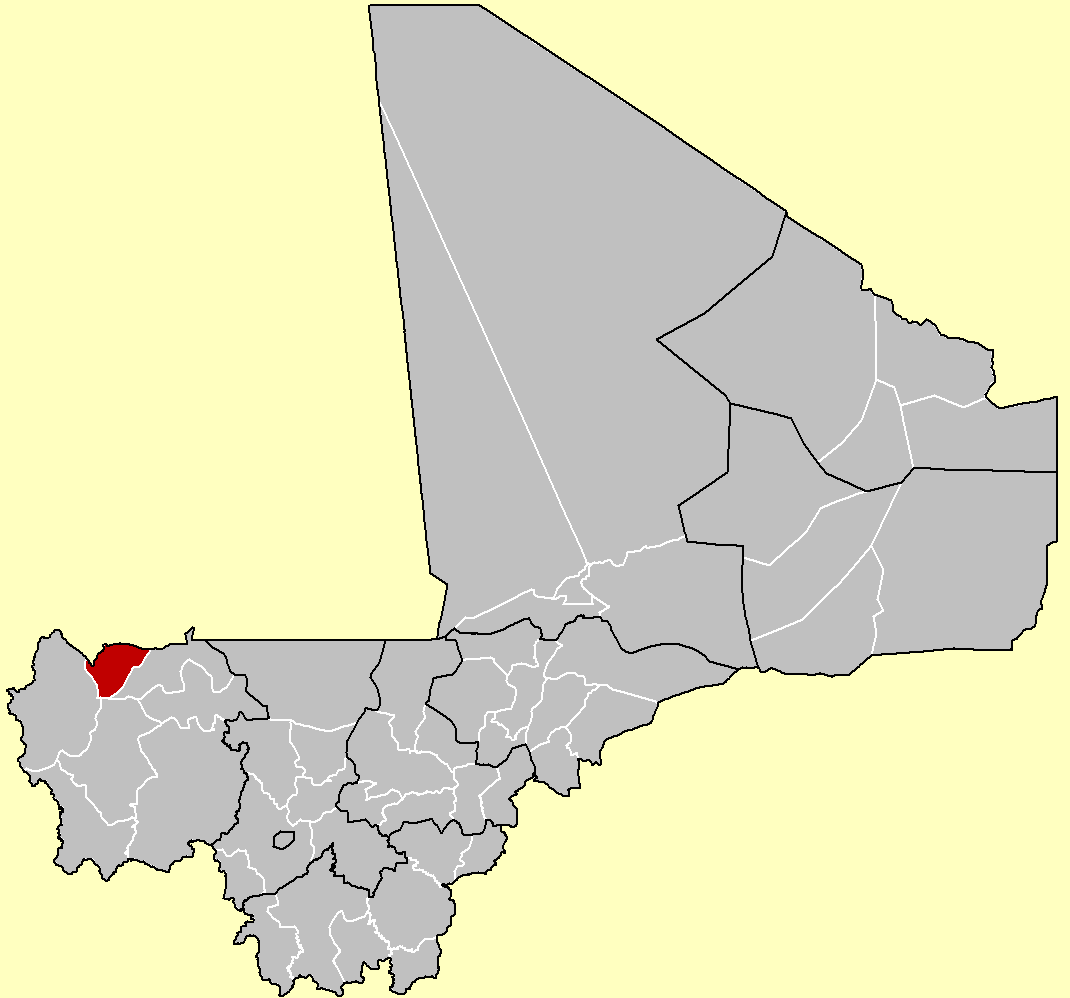
Kreis Yélimané

Yélimané ist der Name eines Kreises (franz. cercle de Yélimané) in der Region Kayes in Mali.
Der Kreis teilt sich in 12 Gemeinden, die Einwohnerzahl betrug beim Zensus 2009 178.442 Einwohner.
Gemeinden: Yélimané (Hauptort), Diafoumou Diongaga, Diafoumou Gory, Fanga, Gory, Guidimé, Kirané Kaniaga, Konsiga, Kremis, Marékhaffo, Soumpou, Toya, Tringa. 